# Johann Gottlieb Rudolphi
Johann Gottlieb Polycarp Rudolphi (* 24. Juli 1760 in Friedland (Mecklenburg); † 31. Januar 1838 ebenda) war ein deutscher evangelisch-lutherischer Theologe, Pastor an der Pfarrkirche St. Marien (Friedland) und mecklenburgischer Geschichtsforscher.

## Leben
Johann Gottlieb Rudolphi stammte aus einer mecklenburgischen Pastorenfamilie, die über drei Generationen Pastoren der Marienkirche in Friedland stellte. Er war ein Sohn von Polycarp Gottfried Rudolphi (1733–1786) und dessen Frau Maria Christina, geb. Kortüm. Er besuchte die Gelehrtenschule in Friedland und studierte von 1779 bis 1781 Evangelische Theologie an der Universität Göttingen. Nach Abschluss seines Studiums wurde er zunächst Hauslehrer in Neubrandenburg. 1786 übernahm er nach dem Tod seines Vaters dessen Pfarrstelle an der Marienkirche Friedland. Hier wirkte er bis an sein Lebensende und konnte 1836 sein 50-jähriges Amtsjubiläum feiern.
Er war verheiratet mit Christiane, geb. Masch (1767–1844), einer Tochter des Neustrelitzer Superintendenten Andreas Gottlieb Masch. Das Paar hatte einen Sohn und fünf Töchter. Zum Amtsjubiläum 1836 versammelten sich 34 Enkel und Urenkel.
Seit 1835 war er Mitglied des Vereins für mecklenburgische Geschichte und Altertumskunde. Er forschte zur Geschichte und Natur Mecklenburgs und baute sich eine große Sammlung mecklenburgischer Naturalien und Antiquitäten auf. Diese beträchtlichste Privatsammlung ihrer Art in ganz Mecklenburg ging nach seinem Tod an seinen Sohn, den Mirower Physikus Bernhard Rudolphi (1799–1864). Ein Großteil kam 1842 in die Großherzogliche Altertümersammlung zu Neustrelitz, ein kleinerer Teil später an dessen Sohn Adolph Rudolphi, darunter eine bei Mirow gefundene Achat-Gemme und ein bei Lübbersdorf gefundener römischer Tripus, die 1880 zur Tagung der Deutschen Anthropologischen Gesellschaft in Berlin ausgestellt wurden.
Rudolphi war Ehrenmitglied der 1800 gegründeten Mecklenburgischen Naturforschenden Gesellschaft zu Rostock.

## Schriften
- Gemeinnützige Nachricht einer verbesserten Schulanstalt. 1801.
- Einige kurze Nachrichten und Geschichtszusätze von der Stadt Friedland. 1803.
- Versuch zur Erklärung eines Namens von Städten und Dörfern unseres Vaterlandes. 1802.